# Józefów
Józefów es un pueblo de Polonia, en Mazovia.  Se encuentra en el distrito (Gmina) de Mińsk Mazowiecki, perteneciente al condado (Powiat) de Mińsk. Se encuentra aproximadamente a 10 km al suroeste de Mińsk Mazowiecki, y a 35 km  al este de Varsovia. Su población es de 140 habitantes.
Entre 1975 y 1998 perteneció al voivodato de Siedlce.